# مقاطعة جيفرسون ديفيس (لويزيانا)
مقاطعة جيفرسون ديفيس (بالإنجليزية: Jefferson Davis Parish, Louisiana)‏ هي إحدى مقاطعات ولاية لويزيانا في الولايات المتحدة. ، وتبلغ مساحتها 1706 كم2، بلغ عدد سكانها 31594 نسمة في عام 2010 حسب إحصاء مكتب تعداد الولايات المتحدة وتصل الكثافة السكانية فيها 19 نسمة/كم2.

## وصلات خارجية
- United States Counties